# Estació de Gambetta
Gambetta és una estació del metro de París que dona servei a la línia 3 i és la terminal sud de la línia 3bis. El nom prové del polític francès Léon Gambetta i de la localització de l'estació, ja que es troba a la plaça Gambetta, per sobre de l'avinguda del mateix nom.